# Anton Johann Kerkring
Anton Johann Kerkring (auch Kerckring und Kirchring; * 1646 in Lübeck; † 14. Oktober 1692 ebenda) war ein deutscher Jurist und Ratsherr der Hansestadt Lübeck.

## Leben
Anton Johann Kerkring stammte aus dem seit dem 14. Jahrhundert in Lübeck ansässigen Patriziergeschlecht Kerkring. Er studierte gemeinsam mit seinem Bruder Heinrich Diedrich Kerkring 1667/1668 Rechtswissenschaften an der Universität Tübingen. Er wurde 1671 Mitglied der patrizischen Zirkelgesellschaft in Lübeck. Er war zunächst fürstlich mecklenburgischer Geheimer Rat und 1687 bis 1691 Amtshauptmann in Boizenburg. Kerkring wurde 1695 in den Lübecker Rat erwählt und verstarb im gleichen Jahr. Sein Bruder Heinrich Diedrich wurde 1701 in den Lübecker Rat erwählt.